# سده ۲ (قمری)
| سده‌ها: | سده ۱ - سده ۲ - سده ۳                   |
| دهه‌ها: | ۱۰۰ ۱۱۰ ۱۲۰ ۱۳۰ ۱۴۰ ۱۵۰ ۱۶۰ ۱۷۰ ۱۸۰ ۱۹۰ |

قرن ۲ قمری یا سده دوم (قمری) در تقویم هجری قمری به فاصله سال‌های ۱۰۱ تا ۲۰۰ قمری گفته می‌شود.

## رویدادها

### در مناطق اسلامی
- ۲۴ رجب ۱۰۱ قمری: آدینه ۲۳ بهمن ۹۸؛ درگذشت خلیفه عمر بن عبدالعزیز اموی وخلافت یزید بن عبدالملک
- ۱۵ صفر ۱۰۲ قمری: چهارشنبه ۸ آذر 99؛ جنگ یزید بن مهلب (سردار شورشی) با خلیفه یزید بن عبدالملک اموی
- ۸ ذی‌الحجة ۱۰۲ قمری: دوشنبه ۲۲ خرداد ۱۰۰؛ نبرد مسلمانان (به فرماندهی سمح بن مالک خولانی) و فرانسویان (به فرماندهی اودس کبیر دوک آکویتین) در تولوز؛
- ۱۵ شعبان ۱۱۴ قمری: آدینه ۲۲ مهر ۱۱۱؛ جنگ بلاط الشهداء بین مسلمانان (به فرماندهی عبدالرحمان غافقی) و فرانسویان (به فرماندهی شارل مارتل) در پواتیه در جنوب فرانسه؛ شکست مسلمانان و عقب‌نشینی ایشان به اسپانیا
- ۷ ذی‌الحجة ۱۱۴ قمری: چهارشنبه ۱۲ بهمن ۱۱۱؛ درگذشت امام محمد بن علی مشهور به الباقر
- ۵ ربیع‌الاول ۱۱۷ قمری: دوشنبه ۱۸ فروردین ۱۱۴؛ درگذشت سکینة بنت حسین بن علی
- ۲۴ محرم ۱۲۰ قمری: سه‌شنبه ۵ بهمن ۱۱۶؛ آغاز قیام زید بن علی بن حسین در کوفه
- ۲۶ محرم ۱۲۰ قمری: پنجشنبه ۷ بهمن ۱۱۶؛ قتل زید بن علی بن حسین و شکست قیام او
- ۱۰ جمادی‌الثانی ۱۲۲قمری: وصول سر زید بن علی به مصر
- 9 ربیع‌الاول ۱۲۵قمری: پنجشنبه ۲۳ دی ۱۲۱؛ درگذشت خلیفه هشام بن عبدالملک اموی
- ۲۰ ربیع‌الاول ۱۲۵ قمری: دوشنبه ۴ بهمن ۱۲۱؛ به خلافت رسیدن ولید بن یزید بن عبدالملک اموی
- ۲۷ جمادی‌الثانی ۱۲۶ قمری: پنجشنبه ۳۱ فروردین ۱۲۳؛ قتل خلیفه ولید بن یزید بن عبدالملک اموی به دست یزید بن ولید بن عبدالملک اموی و خلافت یزید بن ولید
- اول ذی‌القعده ۱۲۶ قمری: شنبه ۲۸ مرداد ۱۲۳؛ درگذشت محمد بن علی بن عبداللّه بن عباس بنیان‌گذار جنبش عباسیان علیه امویان
- ۲۹ ذی‌الحجه ۱۲۶ قمری: دوشنبه ۲۴ مهر ۱۲۳؛ درگذشت خلیفه یزید بن ولید بن عبدالملک اموی؛ جانشینی ابراهیم بن ولید
- ۱۰ ربیع‌الاول ۱۲۷ قمری: یکشنبه ۳ دی ۱۲۳؛ خلع خلیفه ابراهیم بن ولید اموی از خلافت توسط  مروان بن محمد و خلافت مروان بن محمد مشهور به مروان حمار آخرین خلیفهٔ اموی
- اول شوال ۱۲۷ قمری: سه‌شنبه ۱۹ تیر ۱۲۴؛ رسیدن سپاه امویان به شهر حمص که علیه مروان حمار شورش کرده بودند
- ۷ صفر ۱۲۸ قمری: دوشنبه ۲۱ آبان ۱۲۴؛ تولد امام موسی بن جعفر مشهور به الکاظم
- ۱۵ جمادی‌الثانی ۱۲۹ قمری: آدینه ۱۵ اسفند ۱۲۵؛ آغاز سفر ابومسلم خراسانی همراه هفتادتن از یارانش به خراسان از سوی ابراهیم عباسی برای سامان دادن اوضاع آن‌جا به نفع عباسیان
- 9 شعبان ۱۲۹ قمری: سه‌شنبه ۸ اردیبهشت ۱۲۶؛ اقامت ابومسلم در ده فنین در حوالی مرو
- دوم رمضان ۱۲۹ قمری: سه‌شنبه ۲۹ اردیبهشت ۱۲۶؛ استقرار ابومسلم خراسانی در ده سفیدنج از ناحیهٔ خرقان
- ۲۵ رمضان ۱۲۹ قمری: آدینه ۲۲ خرداد ۱۲۶؛ علنی کردن دعوت عباسیان در خراسان توسط ابومسلم خراسانی علیه دولت اموی
- اول شوال ۱۲۹ قمری: پنجشنبه ۲۸ خرداد ۱۲۶؛ قیام ابومسلم خراسانی در ده سفیدنج خراسان
- 9 ذی‌القعده ۱۲۹ قمری: شنبه ۳ مرداد ۱۲۶؛ اردو زدن یاران ابومسلم در ده ماخوان
- ۶ ذی‌الحجه ۱۲۹ قمری: آدینه ۳۰ مرداد ۱۲۶؛ اردوی ابومسلم در ده الین
- ۱۲ ربیع‌الاول ۱۳۱ قمری: شنبه ۲۲ آبان ۱۲۷؛ درگذشت نصر بن سیار فرماندار ایران از سوی امویان، در ری
- ۷ محرم ۱۳۲ قمری: سه‌شنبه ۵ شهریور ۱۲۸؛ نبرد هواداران بنی‌عباس با بنی‌امیه
- ۱۳ ربیع‌الثانی ۱۳۲ قمری: شنبه ۱۲ آبان ۱۲۸؛ بیعت با عبداللّه سفاح سرسلسلهٔ عباسیان به عنوان خلیفه
- ۱۱ جمادی‌الثانی ۱۳۲ قمری: یکشنبه 9 بهمن ۱۲۸؛ شکست مروان بن محمد خلیفهٔ امویان در نبرد زاب الکبیر؛ هزیمت امویان
- ۱۰ رمضان ۱۳۲ قمری: چهارشنبه ۵ اردیبهشت ۱۲9؛ سقوط دمشق به دست عباسیان به فرما
- ۱۵ ذی‌القعده ۱۳۲ قمری: پنجشنبه ۷ تیر ۱۲۹؛ قتل‌عام بنی‌امیه به دست عباسیان در دمشق
- ۸ ذی‌الحجة ۱۳۲ قمری: یکشنبه ۳۰ تیر ۱۲۹؛ قتل مروان بن محمد در مصر؛ انقراض دولت امویان
- ۱۲ ذی‌الحجة ۱۳۶ قمری: شنبه ۲۱ خرداد ۱۳۳؛ درگذشت خلیفه ابوالعباس سفاح عباسی؛ به خلافت رسیدن منصور عباسی
- ۱۸ ذی‌الحجة ۱۳۹ خورشیدی؛ آدینه ۲۷ اردی‌بهشت ۱۳۶؛ زندانی شدن عبداللّه بن علی به دستور منصور عباسی
- ۶ ربیع‌الاول ۱۴۲ خورشیدی؛ شنبه  ۱۹ تیر ۱۳۸؛ شکست عبدالجبار از عباسیان
- ۲۵ ذی‌القعده ۱۴۵ قمری: دوشنبه ۲۹ بهمن ۱۴۱؛ قتل ابراهیم باخمری
- ۲۶ محرم ۱۴۶ قمری: آدینه ۲۹ فروردین ۱۴۲ خورشیدی؛ قتل علی بن حسن مثلث در زندان خلیفه منصور عباسی
- ۱۵ ربیع‌الاول ۱۴۸ قمری: شنبه ۲۵ اردی‌بهشت ۱۴۴ خورشیدی؛ درگذشت اعمش کوفی
- ۲۵ شوال ۱۴۸ قمری: شنبه ۲۷ آذر ۱۴۴؛ درگذشت امام جعفر بن محمد مشهور به الصادق
- ۱۱ ذی‌القعده ۱۴۸ قمری: یکشنبه ۱۲ دی ۱۴۴؛ تولد امام علی بن موسی مشهور به الرضا
- ۶ ذی‌القعده ۱۵۸ قمری: شنبه ۱۸ مهر ۱۵۴؛ درگذشت خلیفه منصور عباسی
- ۲۳ محرم ۱۶۹ قمری: آدینه ۱۸ مرداد ۱۶۴؛ درگذشت خلیفه مهدی عباسی
- ۱۳ ذی‌القعده ۱۶۹ قمری: چهارشنبه ۳۱ اردیبهشت ۱۶۵؛ آغاز قیام حسین بن علی مشهور به شهید فخ
- ۸ ذی‌الحجه ۱۶۹ قمری: یکشنبه ۲۵ خرداد ۱۶۵؛ نبرد فخ و قتل حسین بن علی بن حسن وشکست قیام وی به دست عباسیان
- ۱۴ ربیع‌الاول ۱۷۰ قمری: چهارشنبه ۲۶ شهریور ۱۶۵؛ درگذشت خلیفه هادی عباسی و خلافت برادرش هارون عباسی
- اول ذی‌القعده ۱۷۳ قمری: دوشنبه ۶ فروردین ۱۶۹؛ تولد حضرت فاطمه معصومه دخت امام موسی کاظم
- اول ذی‌القعده ۱۷۷ قمری: آدینه ۲۲ بهمن ۱۷۲؛ درگذشت شریک بن عبداللّه نخعی
- ۱۰ ربیع‌الاول ۱۷۹ قمری: چهارشنبه ۱۷ خرداد ۱۷۴؛ درگذشت مالک بن انس پیشوای مذهب مالکی
- ۸ ذی‌الحجه ۱۷۹ قمری: دوشنبه ۷ اسفند ۱۷۴؛ ورود امام موسی الکاظم به زندان فرمانداری بصره
- ۲۵ رجب ۱۸۳ قمری: یکشنبه ۱۴ شهریور ۱۷۸؛ قتل امام موسی الکاظم در زندان هارون الرشید در بغداد
- ۳۰ محرم ۱۸۹ قمری:  دوشنبه ۲۰ دی ۱۸۳؛ قتل یحیی برمکی وزیر ایرانی عباسیان به دستور خلیفه هارون عباسی
- اول جمادی‌الثانی ۱۹۳: پنج شنبه ۶ فروردین ۱۸۸؛ درگذشت هارون الرشید در توس و دفن او در خانه حمید بن قحطبه
- ۱۴ جمادی‌الثانی ۱۹۳: چهارشنبه ۱۹ فروردین ۱۸۸: خلافت امین عباسی در بغداد
- سوم ربیع‌الثانی ۱۹۴ قمری: دوشنبه ۲۸ دی ۱۸۸ خورشیدی؛ نقض عهدنامهٔ مکه به دست خلیفه امین عباسی و آغاز درگیری بین او و برادرش مأمون عباسی
- ۱۰ رجب ۱۹۵ قمری: سه‌شنبه ۲۳ فروردین ۱9۰ خورشیدی؛ تولد امام محمد بن علی مشهور به تقی الجواد
- ۲۵ محرم ۱۹ه‍ قمری:  یکشنبه ۷ مهر ۱۹۲؛ قتل خلیفه امین عباسی به دست سپاهیان برادرش مأمون عباسی (به فرماندهی طاهر بن حسین خراسانی و هرثمة بن اعین بغدادی)، آغاز خلافت مأمون عباسی
- ۱۰ جمادی‌الثانی ۱۹۹: آدینه ۱۰ بهمن ۱۹۳؛ قیام ابن طباطبا در کوفه[۱]

## دهه‌ها و سال‌ها
اراذل